# Anders Högberg
Anders Högberg (* 9. April 1976 in Skellefteå) ist ein ehemaliger schwedischer Skilangläufer.

## Werdegang
Högberg, der für den IFK Umeå und den Skogn IL startete, lief im November 1996 in Kiruna sein erstes von insgesamt 52 Weltcupeinzelrennen und belegte dabei den 99. Platz über 10 km Freistil. Seine ersten Weltcuppunkte holte er im Dezember 2000 in Brusson mit dem 16. Platz im Sprint. Bei den nordischen Skiweltmeisterschaften 2001 in Lahti errang er den fünften Platz im Sprint. Im Jahr 2001 wurde er schwedischer Meister mit der Staffel von IFK Umeå. In der Saison 2002/03 kam er im Weltcup siebenmal in die Punkteränge. Dabei errang er in Cogne und in Linz jeweils den siebten Platz im Sprint und erreichte in Clusone mit Platz drei im Sprint seine erste Podestplatzierung im Weltcup. Beim Saisonhöhepunkt den nordischen Skiweltmeisterschaften 2003 im Val di Fiemme gelang ihn der zehnte Platz im Sprint. Die Saison beendete er auf dem 36. Platz im Gesamtweltcup und auf dem 11. Rang im Sprintweltcup. Nach Platz vier im Teamsprint in Toblach zu Beginn der Saison 2003/04, belegte in Davos den dritten Platz mit der Staffel. Es folgten im weiteren Saisonverlauf dritte Plätze jeweils im Sprint in Trondheim und Drammen und mit der Staffel in Umeå. Zum Saisonende kam er damit auf den 30. Platz im Gesamtweltcup und auf den zehnten Rang im Sprintweltcup. Seine letzten Weltcuprennen lief er im November 2006 in Gällivare, die er auf dem 88. Platz über 15 km Freistil und auf dem 18. Platz mit der Staffel beendete. Högberg nahm zudem von 1997 bis 2014 an FIS-Rennen teil und holte dabei 16 Siege. Außerdem gewann er in den Jahren 2009, 2012, 2013 und 2014 den Vasaloppet China. Anfang Januar 2011 wurde er Zweiter bei diesem Lauf.

## Platzierungen im Weltcup

### Weltcup-Statistik
Die Tabelle zeigt die erreichten Platzierungen im Einzelnen.
- 1.–3. Platz: Anzahl der Podiumsplatzierungen
- Top 10: Anzahl der Platzierungen unter den ersten zehn
- Punkteränge: Anzahl der Platzierungen innerhalb der Punkteränge
- Starts: Anzahl gelaufener Rennen in der jeweiligen Disziplin
- Hinweis: Bei den Distanzrennen erfolgt die Einordnung gemäß FIS.

| Platzierung         | Distanzrennen a | Distanzrennen a | Distanzrennen a | Distanzrennen a | Distanzrennen a | Skiathlon Verfolgung | Sprint | Etappen- rennen b | Gesamt | Team c | Team c  |
| Platzierung         | ≤ 5 km          | ≤ 10 km         | ≤ 15 km         | ≤ 30 km         | > 30 km         | Skiathlon Verfolgung | Sprint | Etappen- rennen b | Gesamt | Sprint | Staffel |
| ------------------- | --------------- | --------------- | --------------- | --------------- | --------------- | -------------------- | ------ | ----------------- | ------ | ------ | ------- |
| 1. Platz            |                 |                 |                 |                 |                 |                      |        |                   |        |        |         |
| 2. Platz            |                 |                 |                 |                 |                 |                      |        |                   |        |        |         |
| 3. Platz            |                 |                 |                 |                 |                 |                      | 3      |                   | 3      |        | 2       |
| Top 10              |                 |                 |                 |                 |                 |                      | 6      |                   | 6      | 3      | 6       |
| Punkteränge         |                 |                 | 1               |                 |                 | 1                    | 25     |                   | 27     | 3      | 9       |
| Starts              |                 | 7               | 6               | 1               |                 | 6                    | 32     |                   | 52     | 3      | 9       |
| Stand: Karriereende |                 |                 |                 |                 |                 |                      |        |                   |        |        |         |

### Weltcup-Gesamtplatzierungen
| Saison  | Gesamt | Gesamt | Distanz | Distanz | Sprint | Sprint |
| Saison  | Punkte | Platz  | Punkte  | Platz   | Punkte | Platz  |
| ------- | ------ | ------ | ------- | ------- | ------ | ------ |
| 2000/01 | 39     | 74.    | -       | -       | 28     | 41.    |
| 2001/02 | 60     | 61.    | -       | -       | 82     | 22.    |
| 2002/03 | 132    | 36.    | -       | -       | 193    | 11.    |
| 2003/04 | 207    | 30.    | 16      | 76.     | 191    | 10.    |
| 2004/05 | 28     | 86.    | -       | -       | 28     | 41.    |